# Johann Klaus
Johann Alfred Klaus (4 de setembro de 1918) foi um piloto alemão da Luftwaffe durante a Segunda Guerra Mundial.
Voou 812 missões de combate, nas quais abateu 3 aeronaves inimigas e destruiu mais de 65 tanques, 10 comboios, 5 veículos lançadores de foguetes, e 37 peças de artilharia. Em 1944 o seu Fw 190 foi abatido por artilharia antiaérea soviética e foi feito prisioneiro. Depois de ser libertado no dia 25 de Outubro de 1949, juntou-se à Bundeswehr, tendo-se reformado com o posto de Oberst (coronel) em Setembro de 1977.